# Vertrag von Konstanz

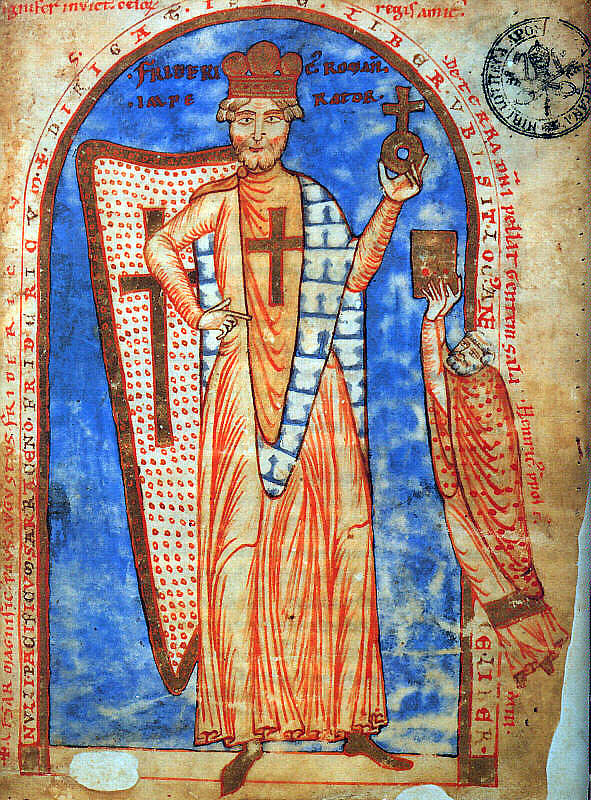
König Friedrich I., genannt Barbarossa

Der Konstanzer Vertrag wurde zwischen Papst Eugen III. und König Friedrich I. geschlossen und ist nach Konstanz am Bodensee benannt, wo Friedrich den Vertrag am 23. März 1153 beeidete.
Nach der Wahl Friedrichs zum deutschen König begannen Verhandlungen zwischen dem Königshof und der römischen Kurie, um die Bedingungen für eine Kaiserkrönung festzulegen. Das Ergebnis war der Vertrag von Konstanz.

## Entstehungsgeschichte
Vor allem zwei Aktenstücke geben Auskunft über den Konstanzer Vertrag: die Schlussredaktion, die von den Unterhändlern Friedrichs I. und Eugens III. verfasst wurde und die Ratifikation durch den König. Beide Quellen sind nicht mehr im Original erhalten und es ist nicht abschließend geklärt, wann genau die Verhandlungen stattgefunden haben. Die Schlussredaktion ist Teil der Sammlungen der Wibaldbriefe. Von der Ratifikation des Königs existieren mehrere Abschriften.
Die Vereinbarung der Unterhändler erfolgte im Dezember 1152 oder im Januar 1153 in Rom (DF. I. 51). Sie wurde wörtlich in die Bestätigung durch Friedrich Barbarossa übernommen (DF. I. 52). Auffällig ist in der Intitulatio die Verwendung des Kaisertitels Imperator. Dies könnte mit der Beteiligung des Wibald von Stablo an der Redaktion des Dokuments zusammenhängen. Die Texte sind nur abschriftlich überliefert: die Unterhändlerurkunde im Briefbuch des Wibald, die eigentliche Vertragsurkunde bei Albinus, im Liber censuum des Cencius sowie in den Abschriften der wichtigsten Privilegien der römischen Kirche, die während des Konzils von Lyon 1245 angelegt wurden (Rouleaux de Cluny).
Unterhändler Friedrichs waren die Bischöfe Anselm von Havelberg und Hermann von Konstanz, der Graf Ulrich IV. von Lenzburg und zwei Vertreter des norditalienischen Adels. Papst und Kardinäle erklärten ihre Zustimmung in Gegenwart der Unterhändler, für den König beschwor ein hoher Reichsministeriale die Vereinbarung, wie es im Abkommen vorgesehen war.
Zeugen in der Ratifizierungsurkunde waren neben den deutschen Unterhändlern der Erzbischof Arnold von Köln, die Bischöfe von Como und Chur, Abt Wibald von Stablo und der Kaplan Gottfried von Viterbo. Unter den Laienfürsten sind Herzog Welf VI., Markgraf Hermann von Baden, Graf Werner von Lenzburg und der Reichsministeriale Kämmerer Anselm.
Dieser Vertrag sollte die Grundlage für die Politik der nächsten Jahre bilden. Jedoch war er von den beiden Vertragspartnern nur auf Lebenszeit geschlossen worden. Dieser Vertrag trat allerdings nie in Kraft, da Friedrich Barbarossa sich am 18. Juni 1155 auch ohne die Zustimmung des Papstes Hadrian IV. in der Peterskirche zum Kaiser krönen ließ. Dies begründete er damit, dass die deutsche Königskrone die Kaiserkrone als erbliches Eigen besäße und hielt also somit seine Versprechen gegenüber Papst Eugen III., der zu diesem Zeitpunkt bereits tot war, nicht ein.

## Inhalt
Im Vertrag versprach König Friedrich, die aufständische Römische Kommune zu unterwerfen, die Stadt wieder der Herrschaft des Papstes zu übergeben und ohne päpstliche Zustimmung keinen Frieden mit Römern oder den Normannen auf Sizilien zu schließen, für den Papst die Herrschaft über die römische Kirche wiederherzustellen und zu sichern sowie byzantinischen Besitzansprüchen in Italien entgegenzutreten. Als Bedingung, dass Papst Eugen III. ihn als König unterstützen würde, müsste Friedrich I. verschiedene Bedingungen erfüllen.
Eine dieser Bedingungen verlangte neben der Wiederherstellung der Hoheitsrechte des Papstes in Rom, die Rechte der Römischen Kirche im byzantinischen Reich wiederzugewinnen, die Vertreibung des byzantinischen Kaisers aus Italien zu erreichen. Diese Forderungen waren aufgrund des Wunsches des Staufers wieder die Steuern der reichen oberitalienischen Städte einzutreiben und für sich zu beanspruchen problematisch.
Im Rahmen der Vertragsverhandlungen erreichte Friedrich I. darüber hinaus, dass der Papst den Erzbischof von Mainz sowie die Bischöfe von Minden, Hildesheim und Eichstätt, die der ihm feindlich gesinnten welfischen Seite nahestanden, gegen ihm genehmere Amtsinhaber austauschte. Außerdem wurde die Ehe Barbarossas mit Adela von Vohburg annulliert. Da auch die Magdeburger Doppelwahl wenig später im Interesse Friedrichs gelöst wurde, stand seiner Romfahrt von päpstlicher Seite nichts mehr im Wege.

### Versprechen des Königs an den Papst
1. Es soll keinen Frieden ohne Einwilligung des Papstes zwischen dem König und den Römern, sowie mit Roger von Sizilien geben. Darüber hinaus soll Friedrich dabei helfen die Römer dem Papst zu unterwerfen.
2. Friedrich soll als Schirmvogt der heiligen Römischen Kirche die Regalien des heiligen Petrus beschützen und dabei helfen Regalien zurückzuerlangen und dann das Zurückerlangte schützen.
3. Er soll dem griechischen König (Manuel I. Komnenos, 1143–1180 Kaiser von Byzanz) kein Land diesseits des Adriatischen Meeres überlassen.
4. Er soll dies alles ohne List und böse Absicht tun.

### Versprechen des Papstes an den König
1. Er wird Friedrich, sobald er zur Vollgewalt seiner Krone eintrifft, ohne Schwierigkeiten und Widerspruch zum Kaiser krönen.
2. Der Papst wird seinem Amt entsprechend zur Wahrung, Mehrung und Erweiterung der Ehre des Reiches (siehe honor imperii) beitragen. Wenn jemand die Ehre erschüttert, dann wird er ihn ermahnen und schließlich mit dem Bannspruch und der Exkommunikation belegen.
3. Er soll dem griechischen König kein Land diesseits des Adriatischen Meeres überlassen.
4. Dies alles soll ohne List und böse Absicht eingehalten werden und kann nur durch die Übereinstimmung beider Seiten geändert werden.

## Bewertung
In der Schlussredaktion wurden stellenweise einzelne Wörter korrigiert. Daher ist anzunehmen, dass die Staatsmänner der Reichskanzlei von Friedrich I. größte Sorgfalt bei jeder Formulierung in der schriftlichen Grundlage der Vertragsverhandlungen walten ließen. Dies scheint aufgrund der hohen Bedeutung des Vertrags für die königliche Politik nicht verwunderlich, da die Regelungen sich nicht nur auf Italien bezogen, sondern auch Abmachungen mit Byzanz beinhalteten. Die Korrekturen erzielten eine Stärkung der königlichen Stellung im Konstanzer Vertrag. Zatschek argumentiert jedoch trotz der Änderungen in der Schlussredaktion, dass Eugen III. deutlich mehr Vorteile aus dem Konstanzer Vertrag ziehen konnte. Aufgrund der verschiedenen zeitlichen Dauer der Vereinbarungen von König und Papst, kann aus diesen auch ein unterschiedlicher Wert abgelesen werden: Während sich Papst Eugen III. nur Friedrich I. gegenüber verpflichtete, galten die Vereinbarungen für Friedrich I. gegenüber dem Amt des Papstes. Somit war Friedrich I. auch nach Eugens Tod weiterhin dem Papst verpflichtet, der Papst bei einem Thronwechsel aber frei von seinen Verpflichtungen. Mit der Beschränkung der Bestimmungen des Konstanzer Vertrags auf die Person Friedrichs I. und der Vertragsentbindung von Eugens Nachfolger, erzielte die Kurie einen Erfolg, der mit dem Wormser Konkordat verglichen werden kann. Zudem können die Verpflichtungen des Königs insgesamt als bindend und eindeutig bewertet werden, während die der Kurie eher unbestimmt und dehnbar in ihrer Auslegung für das Papsttum sind.